# ErgoSanté

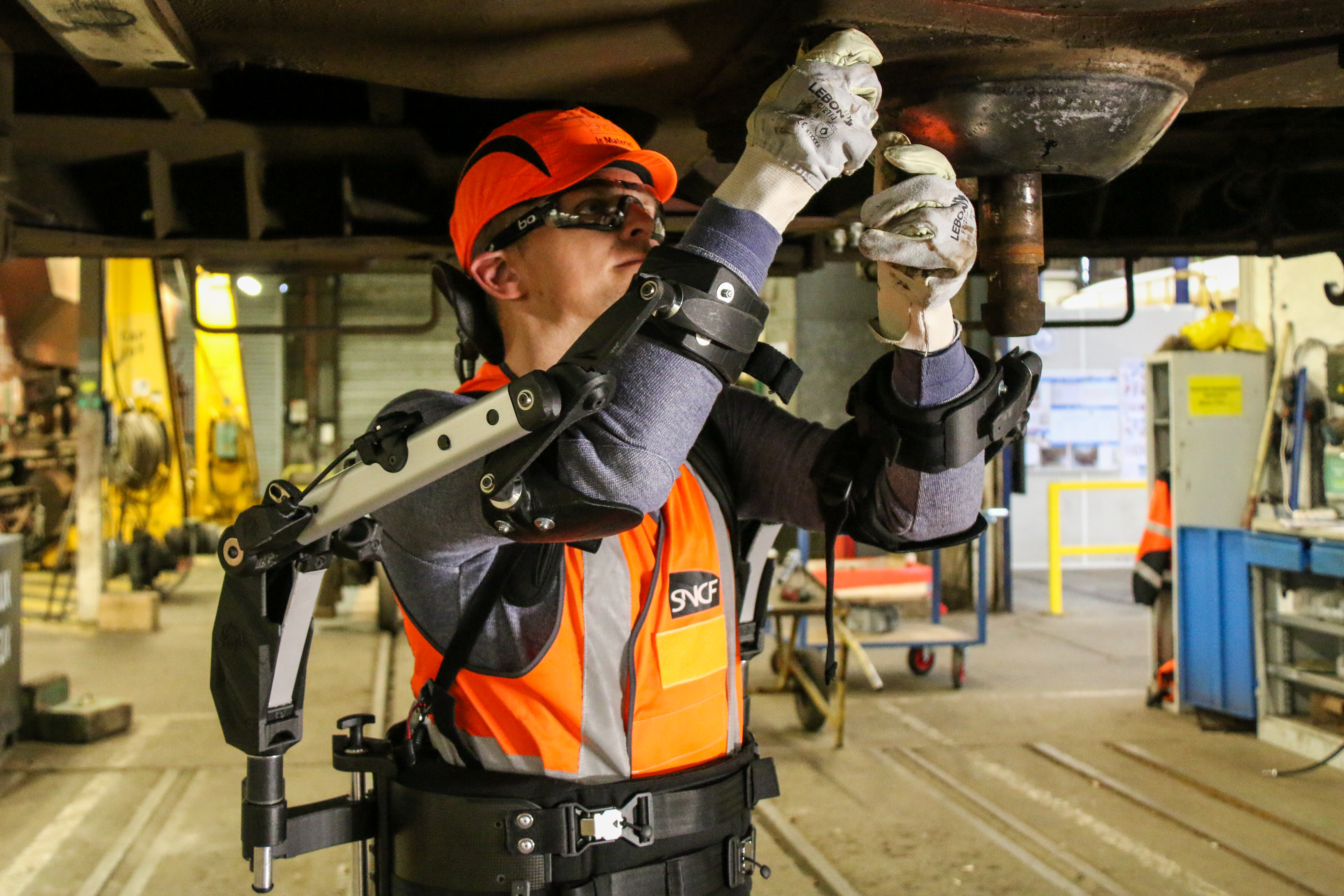
Exosquelette ShivaExo développé en partenariat avec la SNCF.

ErgoSanté est un fabricant français de meubles de bureau ergonomiques sous la marque Manufacture des Cévennes, et d'exosquelettes non-motorisés sous la marque HAPO.

## Histoire
L'entreprise est créée en 2013 à Anduze (Gard), où est encore situé son siège social.
Après le Brexit, la production réalisée en majorité en Angleterre est relocalisée en France. Par la suite, l'entreprise a ouvert en octobre 2023 un site de production aux États-Unis, à Wilmington (Caroline du Nord). Elle a l’objectif de réaliser la moitié de son chiffre d’affaires sur le marché américain en 2028.
L'entreprise a le statut d'entreprise adaptée, et la filiale chargée de la production des produits compte 80 % de personnel en situation de handicap.

## Produits
ErgoSanté commercialise des exosquelettes non-motorisés (qui ne consomment pas d'électricité) pour des salariés pouvant être exposés à des tâches répétitives ou pénibles, notamment debout, ce qui inclut les secteurs du BTP, de l'industrie, de l'agriculture ou du médico-social. 
En 2019, ErgoSanté a commercialisé son premier exosquelette, le « Shiva-Exo », codéveloppé avec la branche SNCF Mobilités. L'objectif étant de préserver la santé des travailleurs (humain préservé) et non pas de démultiplier ses capacités (humain augmenté).
Depuis 2020, la société ErgoSanté a développé sa gamme d'exosquelettes non motorisés sous la marque HAPO. Ces exosquelettes apportent une assistance physique pour le dos, les membres supérieurs et le cou. L'ensemble des exosquelettes de la gamme est conçu et évalués en France, à Anduze, et produits également à Anduze et aux États-Unis. 
Un test auprès d'infirmières et d'aides-soignantes du centre hospitalier d'Alès est effectué. Parmi les clients figurent notamment Sanofi, Airbus, Mars, Ford, la SNCF et LVMH. Le prix de vente est autour de 1 500 dollars l'unité.
La société revendique 8 000 aménagements de postes par an et avoir commercialisé 10 000 exosquelettes à travers le monde. 
En mars 2025, l'entreprise signe un contrat de 500 000 dollars annuels de vente d'exosquelettes avec l'entreprise américaine MicroAire, spécialisée dans la chirurgie esthétique,. 
La PME créée une filière de recyclage des sièges de bureau. Elle propose une application gratuite d'analyse posturale, permettant d'analyser les mouvements du corps et d'objectiver la prévention des troubles musculosquelettiques.